# Charlotte Brontë

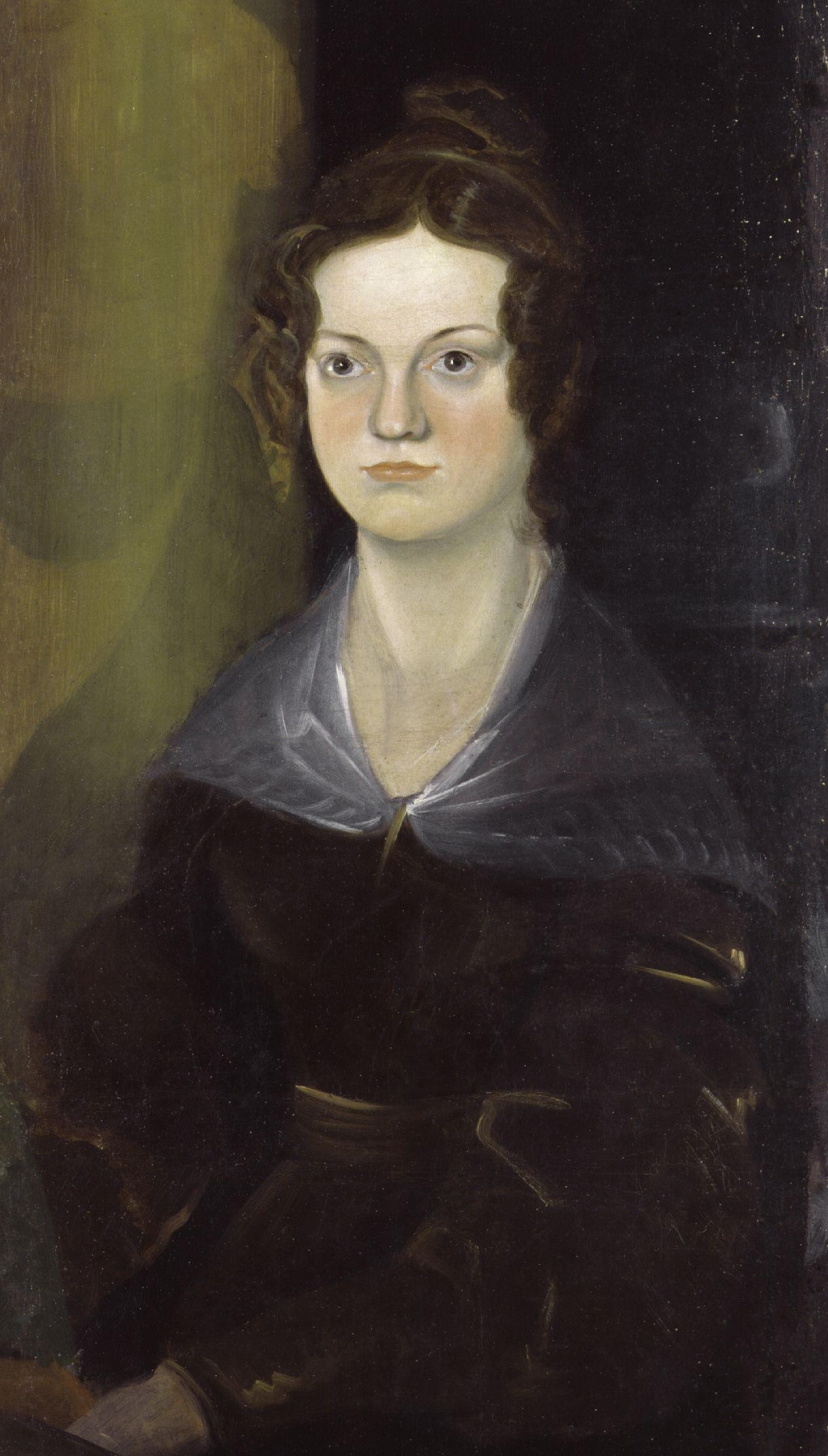
Charlotte Brontë przed 1848 rokiem (fragment portretu pędzla jej brata, Patricka Branwella)

Charlotte Brontë (ur. 21 kwietnia 1816 w Thornton w hrabstwie West Yorkshire, zm. 31 marca 1855 w Haworth w hrabstwie West Yorkshire) – angielska powieściopisarka i poetka, najstarsza spośród trzech sióstr Brontë, których powieści zaliczane są do klasyki literatury angielskiej. 
Wspólnie z siostrami Emily Jane i Anną od wczesnych lat młodości pisała wiersze i opowiadania. Niewiele utworów z tego okresu zachowało się, w zasadzie tylko wierszowane wypowiedzi bohaterów opowieści. W 1846 roku Charlotte wydała kolekcję poezji, których autorstwo przypisuje się także jej siostrom. Wszystkie siostry były ukryte pod męskimi pseudonimami (Poems by Currer, Ellis and Acton Bell). Pseudonimy były tak wybrane, aby inicjały zgadzały się z inicjałami autorek. Natomiast powieść Dziwne losy Jane Eyre Charlotte napisała w 1847 roku pod pseudonimem Currer Bell.

## Życiorys
Charlotte urodziła się w 1816 roku w Thornton w hrabstwie West Yorkshire, jako trzecie dziecko Marii i Patricka Brontë, pastora irlandzkiego pochodzenia. W 1820 roku rodzina przeprowadziła się do pobliskiego Haworth, gdzie ojciec Charlotte objął probostwo. Matka pisarki zmarła na nowotwór 15 września 1821 roku, pozostawiając pięć córek oraz syna pod opieką swej siostry Elizabeth Branwell. W sierpniu 1824 roku Charlotte wraz z siostrami: Emily, Marią oraz Elizabeth zostały wysłane do szkoły dla córek pastorów (The Clergy Daughters' School) w Cowan Bridge w hrabstwie Lancashire (w Dziwnych losach Jane Eyre szkoła ta przedstawiona jest jako Lowood School). Złe warunki panujące w szkole miały szkodliwy wpływ na zdrowie i rozwój fizyczny Charlotte, a także przyczyniły się do śmierci dwóch starszych sióstr pisarki: Marii (ur. 1814) oraz Elizabeth (ur. 1815), które zmarły na gruźlicę w czerwcu 1825 roku – krótko po tym, jak ojciec zabrał je ze szkoły. 
Już w dzieciństwie Charlotte, wraz ze swym bratem Branwellem, pisała opowiadania, których akcja rozgrywała się w mitycznej krainie Angrii.
W 1842 roku Charlotte i Emily wyjechały do Brukseli, by zapisać się do szkoły z internatem prowadzonej przez Constantina Hegera (1809–1896) i jego żonę Claire Zoé Parent Heger (1814–91). W zamian za wyżywienie i naukę Charlotte udzielała lekcji języka angielskiego, a Emily uczyła muzyki. Pobyt w szkole Hegera przerwała śmierć ich ciotki Elizabeth Branwell, która sprawowała opiekę nad rodzeństwem Brontë. W styczniu 1843 roku Charlotte postanowiła wrócić do Brukseli i podjąć pracę nauczycielki w szkole Hegera. Jednak kolejny pobyt w Brukseli nie był dla pisarki udany. Charlotte była samotna, tęskniła za domem oraz zbyt mocno przywiązała się do Constantina Hegera. W styczniu 1844 roku wróciła do Haworth, a doświadczenia z pobytu w Brukseli były dla niej inspiracją przy pisaniu powieści The Professor i Villette. 
W czerwcu 1854 roku Charlotte wyszła za Arthura Bell Nichollsa, wikariusza z parafii jej ojca. Wkrótce po ślubie pisarka zaszła w ciążę, jednak 31 marca 1855 roku zmarła wraz ze swym nienarodzonym dzieckiem. Według oficjalnej wersji przyczyną śmierci pisarki była gruźlica, lecz biografowie sądzą, że prawdziwym powodem było odwodnienie lub niedożywienie spowodowane przez nadmierne nudności i wymioty występujące u kobiet w ciąży.

## Twórczość
- Dziwne losy Jane Eyre (Jane Eyre, 1847)
- Shirley (1849; pierwsze wydanie polskie – 2011, wydawnictwo MG)
- Villette (tekst) (1853)
- Profesor (The Professor, napisana jeszcze przed Jane Eyre, wydana pośmiertnie w 1857; pierwsze wydanie polskie – 2012, wydawnictwo MG)
- Niedokończone opowieści (The Unfinished Novels, wyd. pol. 2014 roku, tłum. Maja Lavergne)[2]

W języku polskim ukazały się wszystkie powieści Charlotte Brontë. Ponadto wydano też biografie rodziny Brontë:
- Anny Przedpełskiej-Trzeciakowskiej, Na plebanii w Haworth (1990)
- Ewy Kraskowskiej, Siostry Brontë (2006)

oraz wydano trzy książki poświęcone samej autorce:
- Anna Przedpełska-Trzeciakowska, Na plebanii w Haworth. Dzieje rodziny Bronte, Prószyński i Ska. 1998, ISBN 83-7180-233-1
- Eryk Ostrowski, Charlotte Brontë i jej siostry śpiące (2013)
- Elizabeth Gaskell, Życie Charlotte Brontë (2014)

W 1966 roku Jean Rhys napisała prequel do powieści Dziwne losy Jane Eyre pt. Szerokie Morze Sargassowe.

### Kontrowersje
W książce Charlotte Bronte i jej siostry śpiące Eryk Ostrowski, bazując głównie na analizie samych tekstów literackich, stawia tezę, iż autorką wszystkich dzieł sióstr Brontë była właśnie Charlotte. Autor sugeruje, że Charlotte przypisała autorstwo kilku swoich powieści młodszym siostrom, aby zabezpieczyć ich egzystencję materialną na wypadek śmierci ojca.